# Stenelaphus
Stenelaphus is een kevergeslacht uit de familie van de boktorren (Cerambycidae). De wetenschappelijke naam van het geslacht werd voor het eerst geldig gepubliceerd in 1936 door Linsley.

## Soorten
Stenelaphus is monotypisch en omvat slechts de volgende soort:
- Stenelaphus alienus (LeConte, 1875)